# Parque da Cidade (Rio de Janeiro)

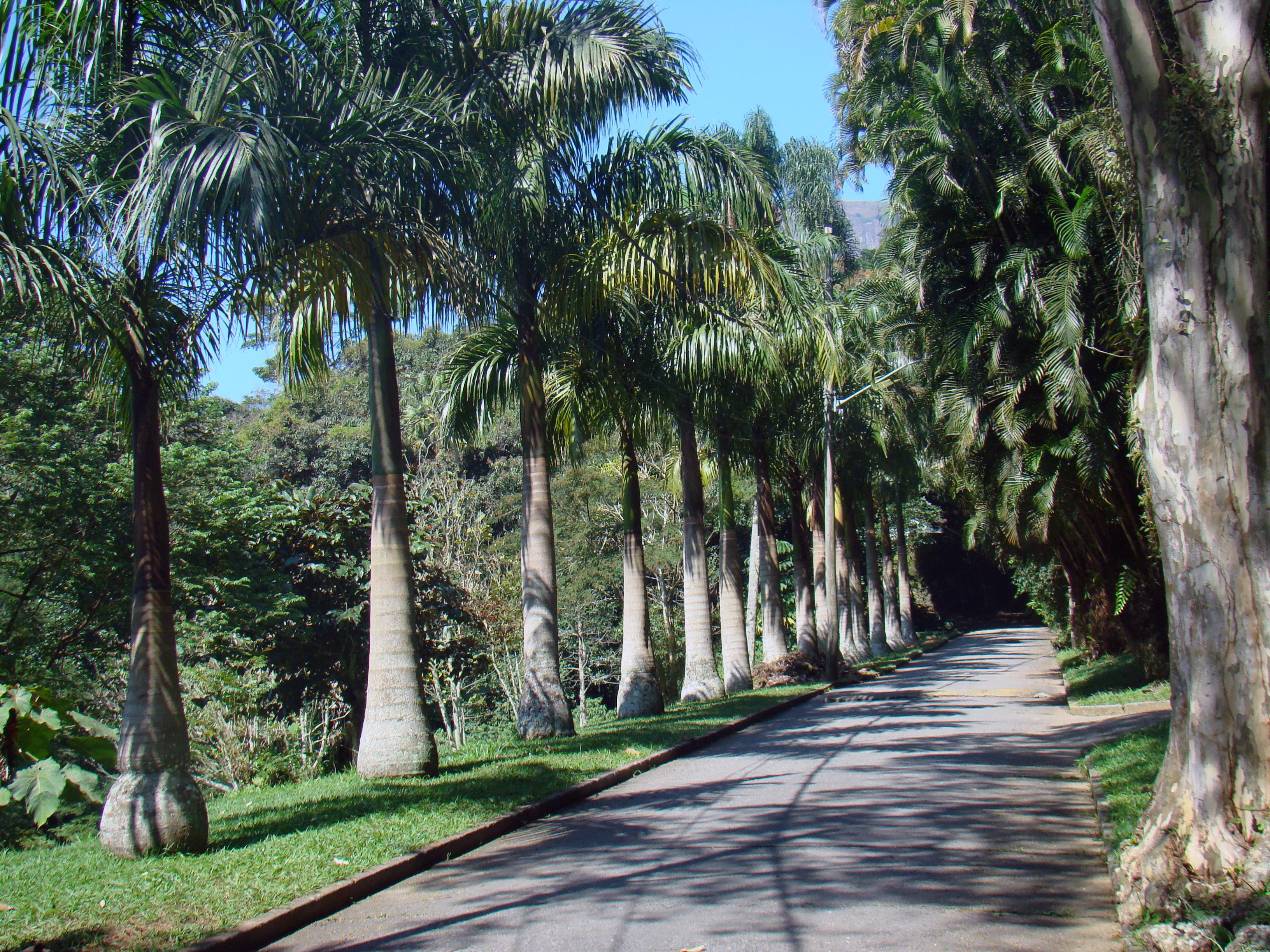
Palmiers dans le parc de la ville

Le Parque da Cidade, également connu sous le nom de Parque da Gávea ,, est une zone de protection naturelle municipale située dans le quartier de Gávea, à Rio de Janeiro, au Brésil.

## Histoire
Initialement propriété privée, elle abritait la résidence d'été du marquis de São Vicente, José Antônio Pimenta Bueno, construite en 1809. La maison était située dans un endroit plus élevé, à l'arrière du parc, où se trouve actuellement le Musée historique de la ville de Rio de Janeiro. En 1939, la famille Guinle a transféré la propriété à l'époque de la Mairie du District fédéral, qui a ensuite ordonné sa transformation en un parc public.
En 1948, sous l'administration du maire Ângelo Mendes de Moraes, le musée a été transféré au Parque da Cidade. Le musée possède des œuvres d'art qui comptent environ 24 000 pièces. La collection comprend des œuvres d'artistes tels que Visconti, Thomas Ender, Antonio Parreiras, Armando Vianna, Augusto Malta et Marc Ferrez, en plus des collections des maires Pereira Passos, Pedro Ernesto, Carlos Sampaio et Cesar Maia .

## Caractéristiques
Situé dans le quartier de Gávea, le parc s'étend sur 470 000 mètres carrés (47 hectares), à proximité du parc national de Tijuca, qui constitue une vaste zone de protection de l'environnement.
Une partie du territoire est couverte par une forêt dense, et le reste par un grand parc paysager, serpentant à travers un ruisseau endigué – ce qui a entraîné la formation d'un lac et d'une petite île. Elle est dotée d'un relief escarpé et de pentes abruptes, sur lesquelles pousse un couvert végétal considérable.